# Museo de Historia Natural de la Universidad Nacional de Colombia
El Museo de Historia Natural de la Universidad Nacional de Colombia (MHN) es un museo universitario adscrito a la Facultad de Ciencias que está ubicado en la ciudad de Bogotá, en el edificio del Instituto de Ciencias Naturales dentro del campus de la Ciudad Universitaria. El museo cuenta con nueve salas de exposición permanente, una sala destinada a exposiciones temporales y zonas verdes en su exterior. Dentro de sus instalaciones alberga más o menos 700 m² de área de exposición y 60m2 de área de trabajo. Presenta ejemplares reales en áreas como la zoología, la arqueología, la paleontología y la botánica. Su colección está conformada por ejemplares que han llegado desde el año 1918 a través de donaciones, incautaciones o convenios con zoológicos. Actualmente alberga cerca de 2.000 ejemplares.
En el año 2022 el museo fue reconocido por el Ministerio de Ciencia, Tecnología e Innovación como "Centro de Ciencia" bajo la categoría de espacios mixtos.

## Historia
El museo de Historia Natural en sus comienzos funcionó en la Facultad de Medicina, en 1938 fue adscrito al Departamento de Botánica, que cambió su nombre a Instituto de Botánica en 1939 y en 1940 a Instituto de Ciencias Naturales. El MHN tuvo varios intentos por mantener colecciones vivas bajo la figura de zoológico y dada la reubicación de las crecientes colecciones zoológicas del Museo, en 1964 el Rector de la Universidad Nacional de ese entonces Dr. José Félix Patiño, facilitó establecer formalmente el Museo de Historia Natural, que inauguró su sede en la parte oriental del edificio de la facultad de educación, hoy departamento de la Facultad de Ciencias Naturales. En 1978 el Museo se trasladó al edificio que ocupa actualmente, junto con el herbario Nacional y las colecciones biológicas del Instituto de Ciencias Naturales (ICN). Desde este punto hasta el 2006 el MHN funcionó conjuntamente con el ICN, época en la cual se vio enriquecido con el apoyo y los aportes de los investigadores de esta entidad. Desde el 2002 el Museo abrió de nuevo sus puertas al público incluyendo dioramas y exposiciones. En el 2006 el MHN comienza a funcionar como una unidad básica de gestión administrativa independiente, puesto que sus actividades misionales requieren un mayor énfasis en la divulgación y acompañamiento de públicos.

## Salas de exhibición

### Salas permanentes
El museo cuenta actualmente con nueve salas de exhibición permanente:
- Evolución Biológica: Muestra el origen, cambios y extinción de los grandes grupos de organismos que han surgido en el planeta, incluidos los seres humanos. Posee una exhibición de réplicas de cráneos de homínidos que están cercanamente emparentados con nuestra especie. La sala cuenta con cuatro ejes temáticos: 1. Biogeografía, 2. Fósiles, 3. Evolución Humana y 4. Anatomía Comparada. La sala fue renovada en el año 2017.[5]

- Antropología: Expone de herramientas de piedra y hueso, tumbas, textos, esquemas y dioramas, a través de los cuales se entiende el poblamiento del nuevo mundo, las costumbres y logros de los primeros habitantes del territorio colombiano. Especial atención en tumbas y restos de fauna encontrados en Chía, Tequendama y Gachalá, con 9.000 y 6.000 años de antigüedad. También muestra piezas etnobotánicas indígenas de uso actual.
- Artrópodos: Exhibe las clases más representativas de este grupo de animales como artrópodos, arácnidos, miriápodos, insectos y crustáceos colombianos. Esta sala fue renovada en el año 2020[5] y reabierta al público en el 2021.[8]

- Mundo Marino: Cuenta con un diorama de arrecife coralino, diferentes especies de tiburones, peces óseos, tortugas marinas, mamíferos acuáticos, moluscos, equinodermos y corales, y cuenta con un elemento central de exposición que hace de ella la más importante del museo: el montaje interactivo de un esqueleto de Ballena Sei (Balaenoptera borealis) el cual permite al usuario entrar dentro de este.

- Reptiles: Exhibe ejemplares de tortugas, serpientes, iguanas, cocodrilos y babillas. Incluye el montaje de un esqueleto completo de Anaconda; y la exposición de un ejemplar de más de 3,20m de longitud, correspondiente a un esqueleto de una de las especies más grandes del mundo: Crocodylus intermedius.

- Aves: Expone pequeños colibríes, águilas, garzas, patos, tucanes, guacamayas y al Cóndor de los Andes, la mayor ave rapaz del mundo.

- Mamíferos: Expone diferentes especímenes como el oso de anteojos, el jaguar, la danta, el oso hormiguero, la zarigüella, chigüiros, tigrillos y otros primates.
- Caverna de Murciélagos: A través de un diorama interactivo se recrea una cueva con la fauna característica que la suele habitar: murciélagos, arañas, anfibios, insectos y reptiles.
- Peces de agua dulce: Expone la variedad de peces de agua dulce existente en el territorio colombiano, planteando un acercamiento a dichas especies a través de sus características morfológicas y aspectos funcionales asociadas a su modo de vida. Esta sala fue creada en el año 2018.[5]

### Sala de exposiciones temporales
Este espacio permite generar vínculos entre el museo, la Universidad y otras instituciones dedicadas a la investigación en ciencias, en conservación y protección de los recursos naturales. Algunas de las exposiciones temporales han sido: 
- El amor detrás de la ciencia - 2009
- Orquídeas Tropicales - 2010
- ARTrópoda -2010
- Animal Bodies - 2011

- Microdermias - 2012
- Mariposas de la Orinoquía - 2013
- Fragilidades construidas - 2014
- Primates Amazónicos "Maikuchiga" - 2014
- Huesos deforestados - 2017
- Palabras del maíz: analogía de dos evoluciones - 2018
- Habitantes de seis patas - 2022

### Virtuales
En el año 2020 y gracias al apoyo del Instituto Distrital de Patrimonio Cultural (IDPC) a través del Programa Distrital de Estímulos y de la Asociación Colombiana para la Investigación y Conservación de Ecosistemas (ACOICE), el MHN puso en macha el recorrido virtual por la biodiversidad colombiana. Este recorrido permite conocer las características de zonas biogeográficas de Colombia, así como sus ecosistemas y fauna; además también permite recorrer las salas físicas del museo de forma virtual.

### Novedades
- Noche de Museos de Bogotá → El museo ha participado en las dos ediciones de la Noche de Museos, en la primera edición estuvo presente en la Casa Museo Caldas[12] y en la segunda edición en el año 2022 participó desde su sede en la Ciudad Universitaria.[13]
- Exposición Museo para tocar → Es la más antigua de las exposiciones recientes y permite solo tocar ejemplares reales de fauna, generando un aprendizaje a través del sentido del tacto.
- Exposición Los humanos y las palmas → Es la primera exposición botánica realizada por el museo, ya que generalmente se realizan exposiciones biológicas. Se presentan 52 productos de palma.
- Exposición Día Internacional de los Museos (18 de mayo)[14] → En conmemoración al Día Internacional de los Museos se muestran objetos de exposición como infografías, fotografías y objetos didácticos que han hecho parte de las exposiciones del museo.
- Próximamente se realizará una nueva exposición que da importancia a la botánica, por medio de la colaboración con la artista María José Leaño, quien presentará modelos impresos 3D de granos de polen, a través de la cual se pretende explicar la importancia de la polinización.

## Actividades
El museo realiza charlas temáticas, recorridos guiados y talleres. Es un espacio de aprendizaje a servicio de la comunidad que promueve la divulgación del patrimonio ambiental colombiano.
- Charlas: Sistemática biológica, Evolución, Biomecánica, Bioluminiscencia, Reptiles acuáticos, Historia biológica de Colombia, Amazonía, Fuentes de energía, Contaminación, Calentamiento global y Cultura San Agustín.
- Talleres: Biodiversidad, Dinosaurios, Serpientes, Escorpiones, Delfines, Abejas, Animales de la selva, Aves migratorias, Mundo marino, Insectos, Primates, Prehistoria y Recursos naturales.

## Grupo de trabajo
El grupo de trabajo del Museo de Historia Natural (MHN) está conformado por su director, el profesor Carlos Sarmiento, quien ocupa el cargo desde el año 2016, acompañado de un líder del área de coordinación, un biólogo profesional y por estudiantes de la Universidad Nacional, asociados en modalidad de estudiantes auxiliares y/o monitores de corresponsabilidad. 